# Županija Örebro
Županija Örebro je, s 8 519 četvornih kilometara površine, na trinaestom mjestu u rangu švedskih županija. Granice dijeli sa susjednim županijama Västra Götaland, Värmland, Dalarna, Västmanland, Södermanland i Östergötland.
Osnovana je 1634. godine, a glavni grad je Örebro.

## Općine u Županiji Örebro
58°53′N 14°54′E / 58.883°N 14.900°E  Askersund 
 59°14′N 14°26′E / 59.233°N 14.433°E  Degerfors 
 59°46′N 14°31′E / 59.767°N 14.517°E  Hällefors 
 59°04′N 15°07′E / 59.067°N 15.117°E  Hallsberg 
 59°20′N 14°31′E / 59.333°N 14.517°E  Karlskoga 
 59°07′N 15°08′E / 59.117°N 15.133°E  Kumla
 58°59′N 14°37′E / 58.983°N 14.617°E  Laxå
 59°10′N 14°52′E / 59.167°N 14.867°E Lekeberg 
 59°35′N 15°15′E / 59.583°N 15.250°E Lindesberg 
 59°52′N 14°59′E / 59.867°N 14.983°E  Ljusnarsberg 
 59°31′N 15°02′E / 59.517°N 15.033°E  Nora 
 59°16′N 15°13′E / 59.267°N 15.217°E  Örebro 